# IC3
IC3 — данський комфортабельний дизель-поїзд
  
для сполучення на середні та дальні відстані по Європі. 
Потяги були виготовлені компанією ABB Scandia (пізніше придбана компанією Adtranz, яку згодом придбала Bombardier Transportation) в Раннерсі. 
Ця модель поїзда працює в Данії, Швеції та Ізраїлі з 1990 року. 
"IC3" — скорочення від слів "three-carriage InterCity trainset", тобто "тривагонний міжміський залізничний склад".
Версія IR4 з електричним приводом з чотирьох вагонів була представлена в 1995 — 1998 рр 

## Огляд
IC3 — широкий зчленований поїзд (з двовісними візками, спільними для сусідніх вагонів), виготовлений з алюмінію. 
На кожному з обох кінців переднього та заднього вагонів є по дизельному двигуну потужністю 400 к.с., центральний вагон не має двигунів, що дає загальну потужність в 1600 к.с.
Високоефективна трансмісія з численними передачами та велика потужність для ваги 97 тонн дає IC3 чудову здатність розганятися. 
Короткі відстані між станціями міжміських маршрутів у Данії роблять розгін більш важливою характеристикою поїзда, ніж швидкість, тому IC3 розроблені так, щоб швидко досягати швидкостей до 180 км/год.
При з'єднанні двох або більше блоків в один поїзд, вітрове скло та місце машиніста складаються так, щоб вийшов широкий прохід, і характерна гумова діафрагма на кінцях блоків створює гарний аеродинамічний захист проходу. 
IC3 може бути зчеплений у пару зі своєю електричною версією IR4 ("InterRegional 4"). 
Усього може бути з'єднано до 5 блоків. 
У разі човникового руху IC3 може бути зчеплений і з IC2 ("InterCity 2"), але не з Øresundståg.
Danske Statsbaner експлуатують 96 блоків IC3 та 44 блоки IR4. 
Поїзди IC3 проходять процедуру відновлення, включаючи оновлення двигунів та трансмісії, та обслуговують місцеві сполучення, у той час як міжміські сполучення обслуговуються спадкоємцем IC4.
Деякі IC3 працюють у Швеції, в основному на лінії Кальмар — Лінчепінг. 
Вони позначаються Y2. 
До 2007 року вони також курсували маршрутом Мальме — Карлскруна (позначений Y2K; адаптований для руху і в Данії), але цю залізницю електрифікували, а після цього 13 блоків було продано Данії та Ізраїлю, а один знищений через зіткнення вантажівки, яке спричинило смерть машиніста поїзда. Шість блоків ще знаходяться у Швеції.
Інший великий оператор поїздів IC3 — Ізраїльські залізниці, що експлуатує близько 50 IC3 
. 
Деякі з них зібрані в Ізраїлі , а деякі з них спочатку призначалися для Швеції
Загальна кількість побудованих IC3 блоків – 202.
IC3 також використовуються на деяких залізницях США та Канади.